# Kliutxevskoi
El mont Kliutxevskoi (rus: Ключевска́я Со́пка, Kliutxevskaia Sopka o Ключевской, Kliutxevskoi) és un estratovolcà i la muntanya més elevada de la península de Kamtxatka. Amb una alçada de 4750 msnm és també el volcà en actiu més elevat d'Euràsia. El seu con, escarpat i simètric, s'eleva a un centenar de quilòmetres del mar de Bering. El volcà forma part dels volcans naturals de Kamtxatka, Patrimoni de la Humanitat de la UNESCO.
El volcà presenta un cràter principal acompanyat de fins a 70 cràters secundaris i cons repartits pels seus vessants. S'han registrat més de 50 erupcions des de l'any 1700. L'any 1935 l'estació vulcanològica de Kamtxatka va establir-se a la seva base.
El Kliutxevskoi aparegué ara fa 6.000 anys. La seva primera erupció registrada fou l'any 1697, i des de llavors s'ha seguit registrant activitat de manera contínua, així com passa amb la majoria de volcans veïns. Va ser escalat per primer cop l'any 1788 per Daniel Gauss i dos altres membres de l'expedició Billings, i no es va tornar a escalar fins a l'any 1931, quan diferents escaladors van morir per culpa de la lava durant el descens. Com que actualment el perill de la lava es manté, es realitzen pocs ascensos.
El volcà es considera sagrat per alguns pobles indígenes, que el veuen com el punt en el qual el món va ser creat. Altres volcans de la regió tenen també una rellevància espiritual semblant, però el Kliutxevskoi n'és el més sagrat.

## Erupcions

### 2007
A començaments del gener de 2007, el volcà va començar un cicle d'erupció. Diferents científics van viatjar a Kamtxatka per a monitorar l'erupció. El 28 de juny de 2007, el volcà va experimentar les majors explosions registrades en el cicle eruptiu. Un plomall de cendra produïda durant l'erupció va assolir una alçada de 10 km abans de desviar-se cap a l'est, interrompent el trànsit aeri dels Estats Units a Àsia i causant pluges de cendra a l'illa d'Unimak, a Alaska.

### 2010
El 27 de febrer de 2010, sorgiren plomalls de gas del volcà que arribaven als 7.000 metres d'alçada, i durant la primera setmana de març del 2010 hi hagueren erupcions explosives de cendres i erupcions efusives de lava fins al 9 de març. Es varen reportar anomalies tèrmiques importants i les columnes de gas i vapor es varen estendre fins a 50 km al nord-est.

### 2012
El 15 d'octubre de 2012 va tenir lloc una erupció dèbil que va aturar-se l'endemà. També es va produir una erupció tèrmica dèbil el 29 de novembre de 2012, que més tard va tornar a aturar-se gràcies a que els volcans propers tingueren erupcions més actives i llevaren una quantitat important de magma al Kliutxevskoi.

### 2013
El 25 de gener de 2013, el volcà tingué una erupció estromboliana dèbil que s'aturà l'endemà. Durant el gener de 2013, tots els volcans de l'est de la Península (excepte el volcà Kamen) feren erupció.
El 15 d'agost de 2013, el volcà va tenir una altra erupció estromboliana de caràcter dèbil amb una certa presència de flux de lava.
El 12 d'octubre el volcà estigué 3 dies amb erupcions intermitents, anomalies i un plomall curt de cendres, possiblement amb activitat estromboliana.
El 19 de novembre hi hagué una forta explosió amb plomalls de cendra que arribaren als 10 o 12 quilòmetres d'alçada i que es desviaren al sud-est
El 7 de desembre l'activitat augmentà significativament i tornaren a generar-se plomalls de cendra fins a 5,5 o 6 km d'alçada que arribaren fins a 212 km al nord-est i 1000 km a l'est.

### 2015, 2016 i 2017
El 2 de gener de 2015, després d'un any d'inactivitat, el volcà tingué una erupció estromboliana que s'aturà el 16 de gener. Al març hi hagueren erupcions menors mentre que a l'agost tingué lloc una nova erupció estromboliana de només 16 hores de durada; aquest tipus d'erupció va seguir durant el 2016 i 2017.

## Galeria

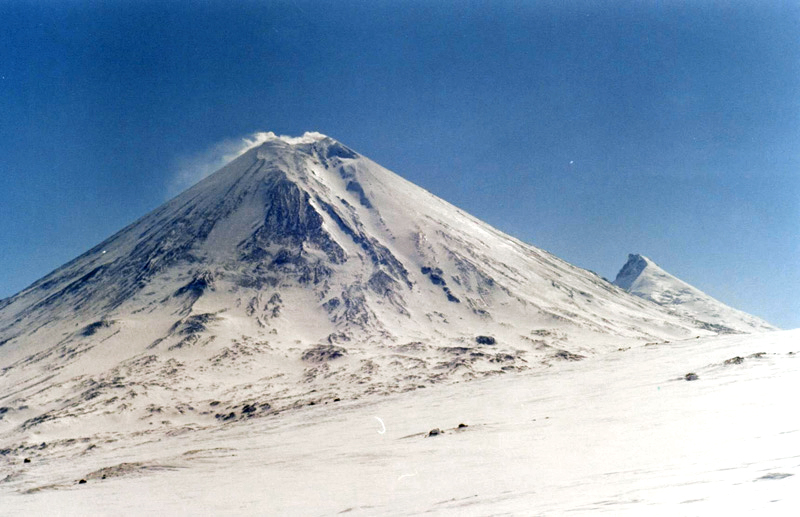
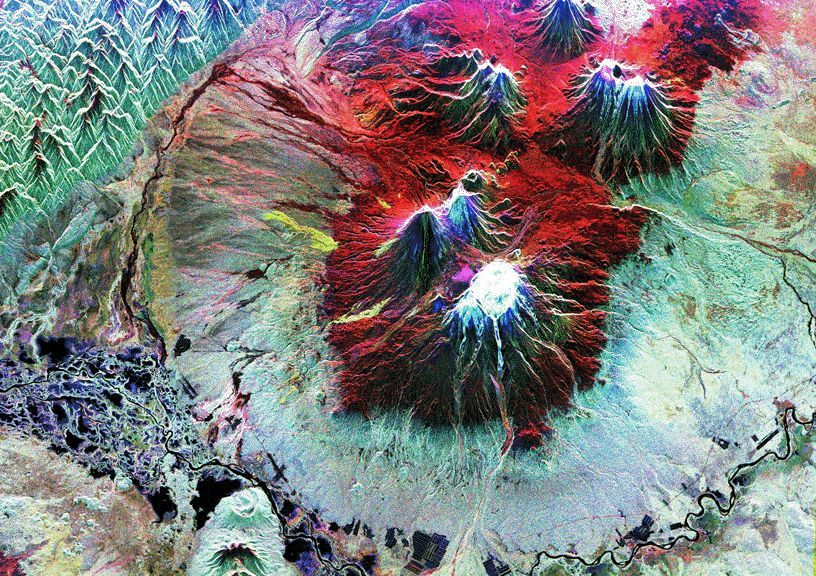
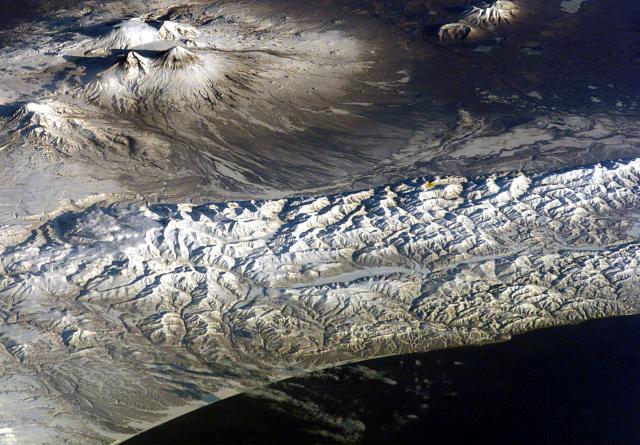
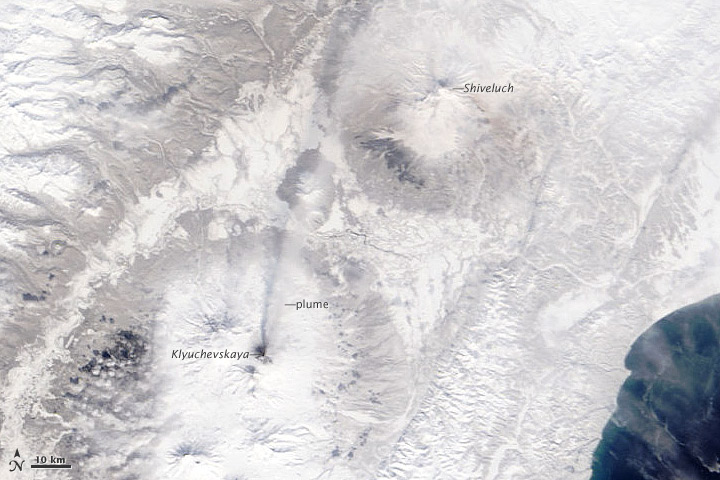
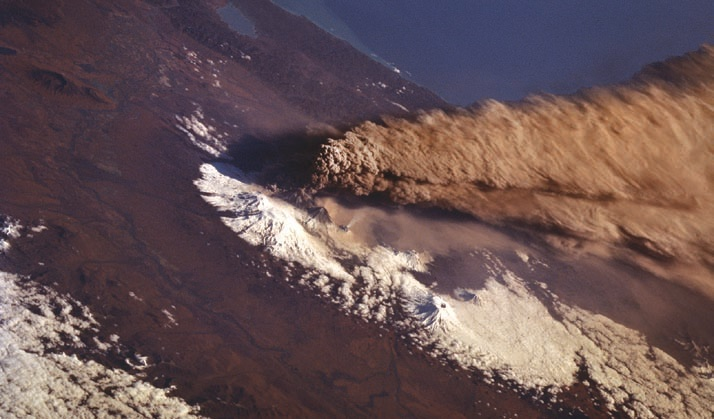
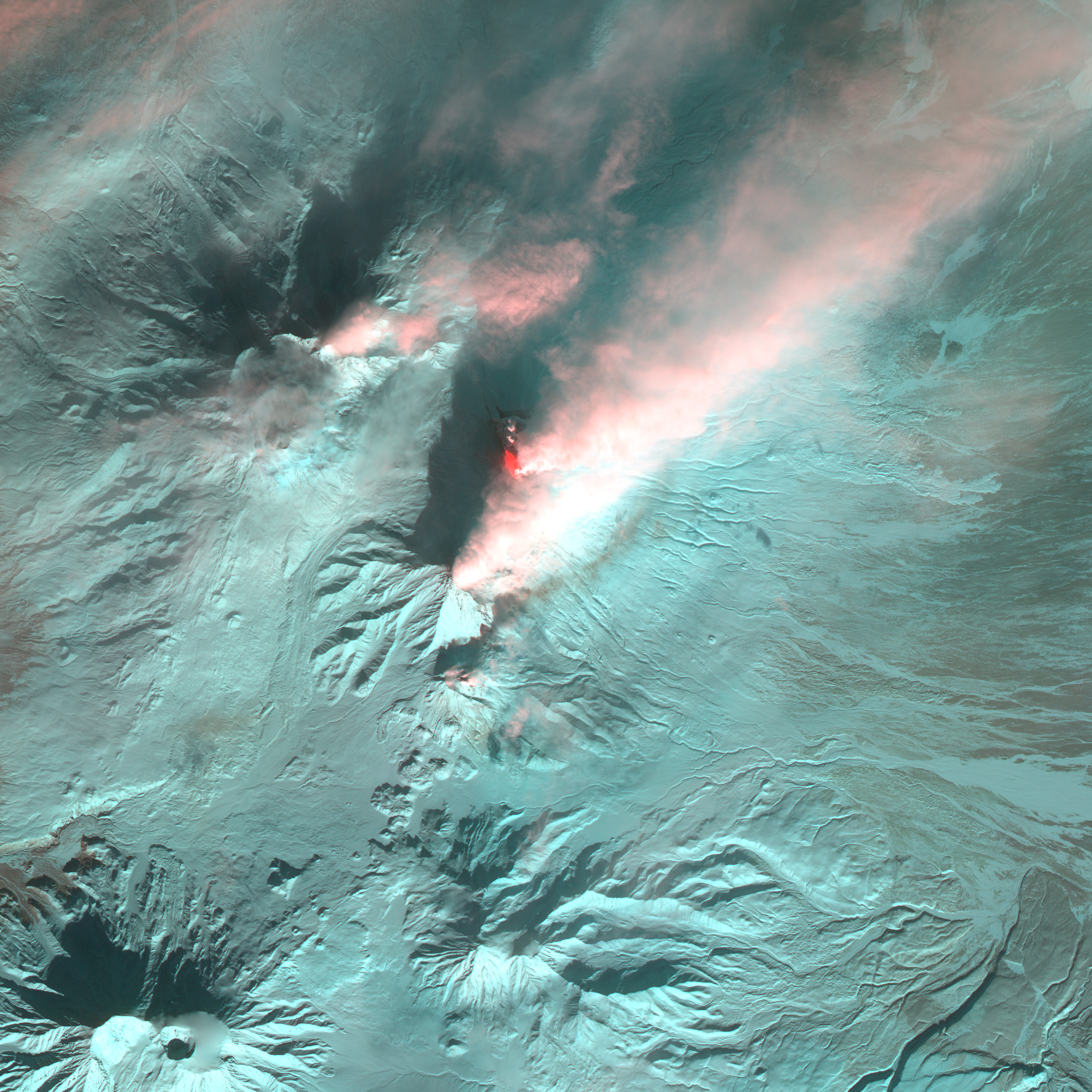
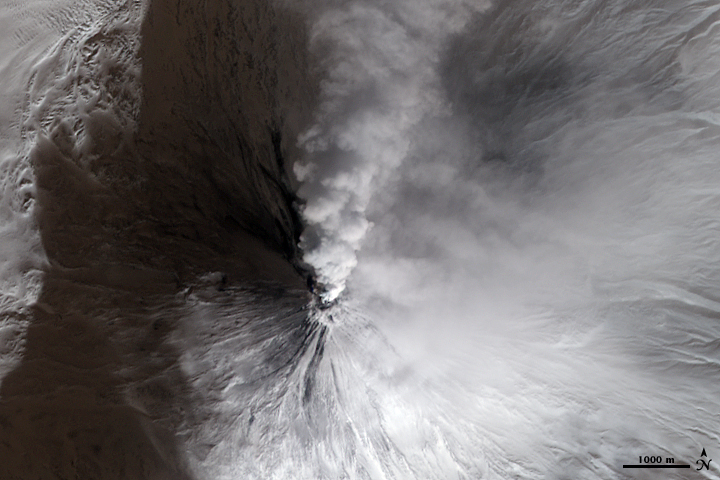
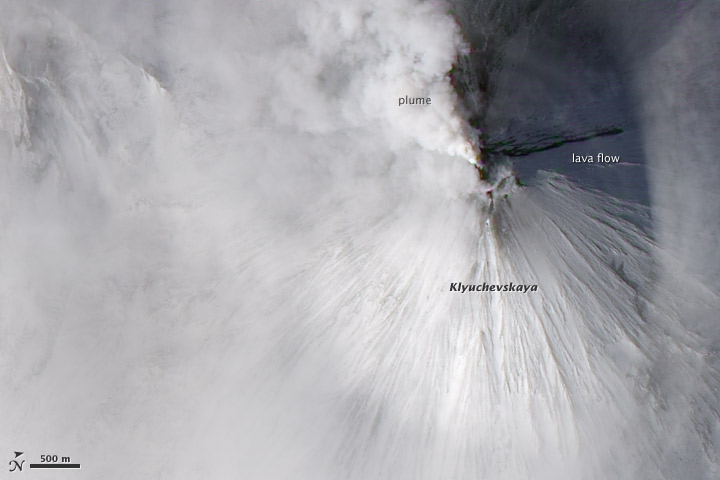
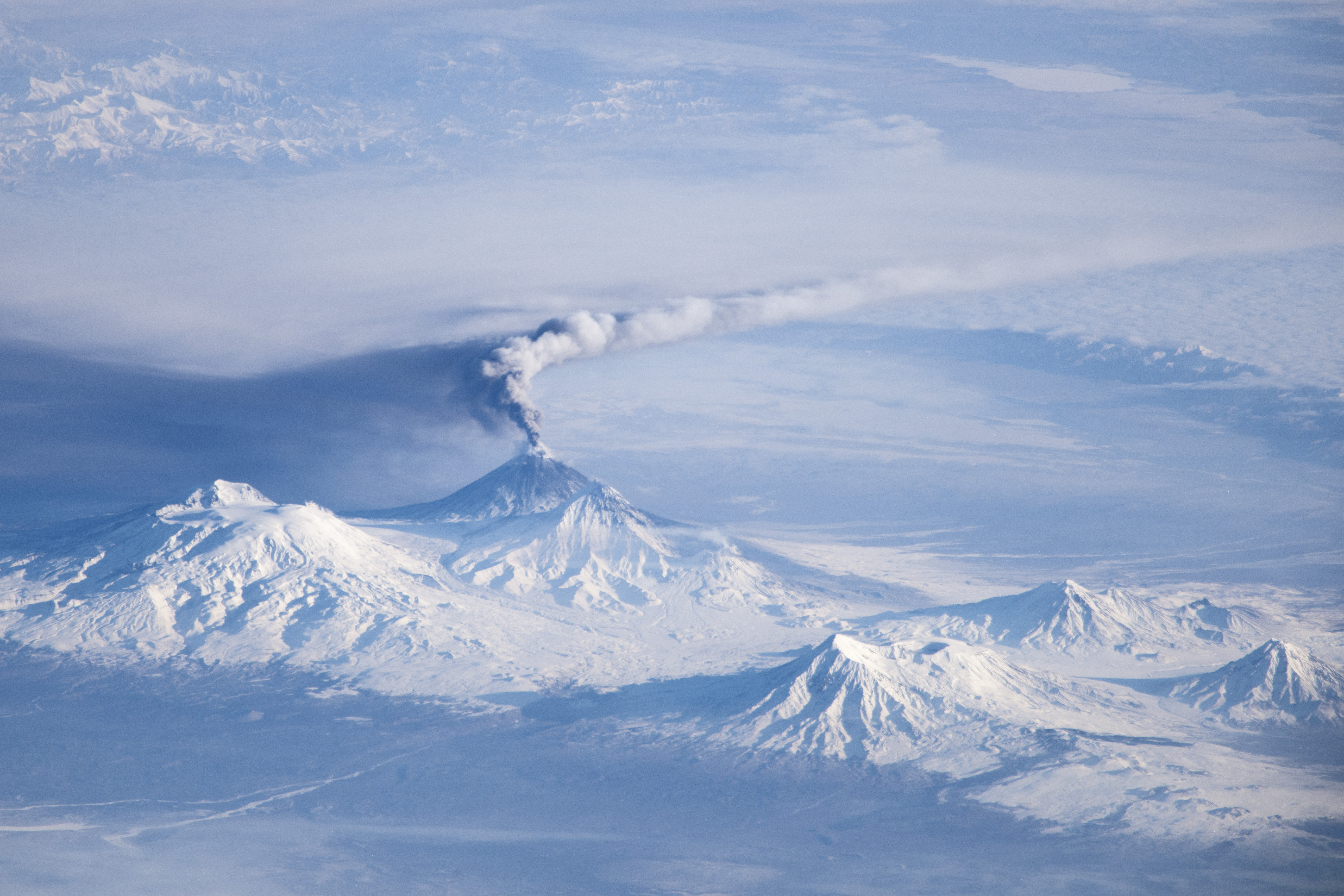
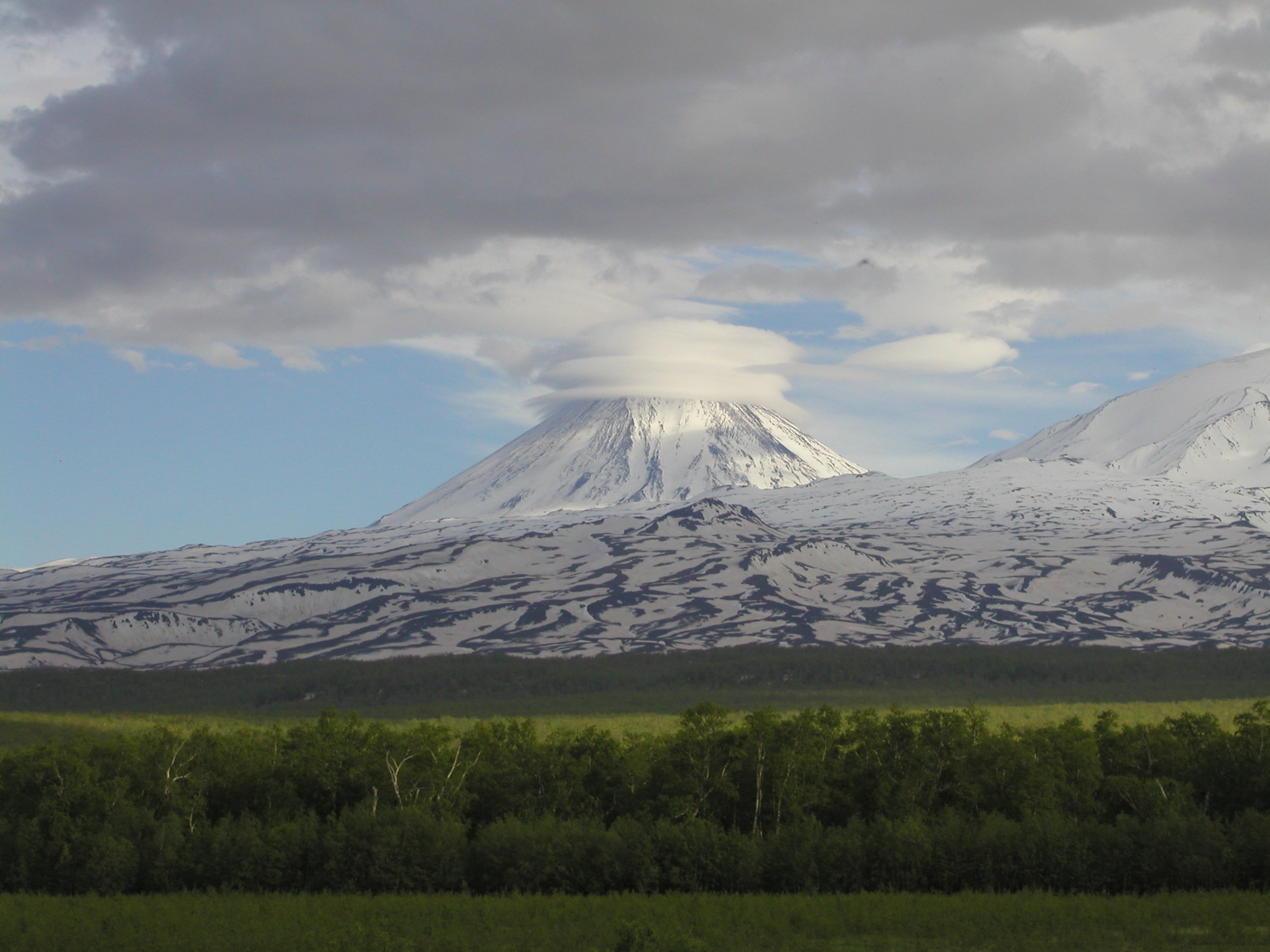
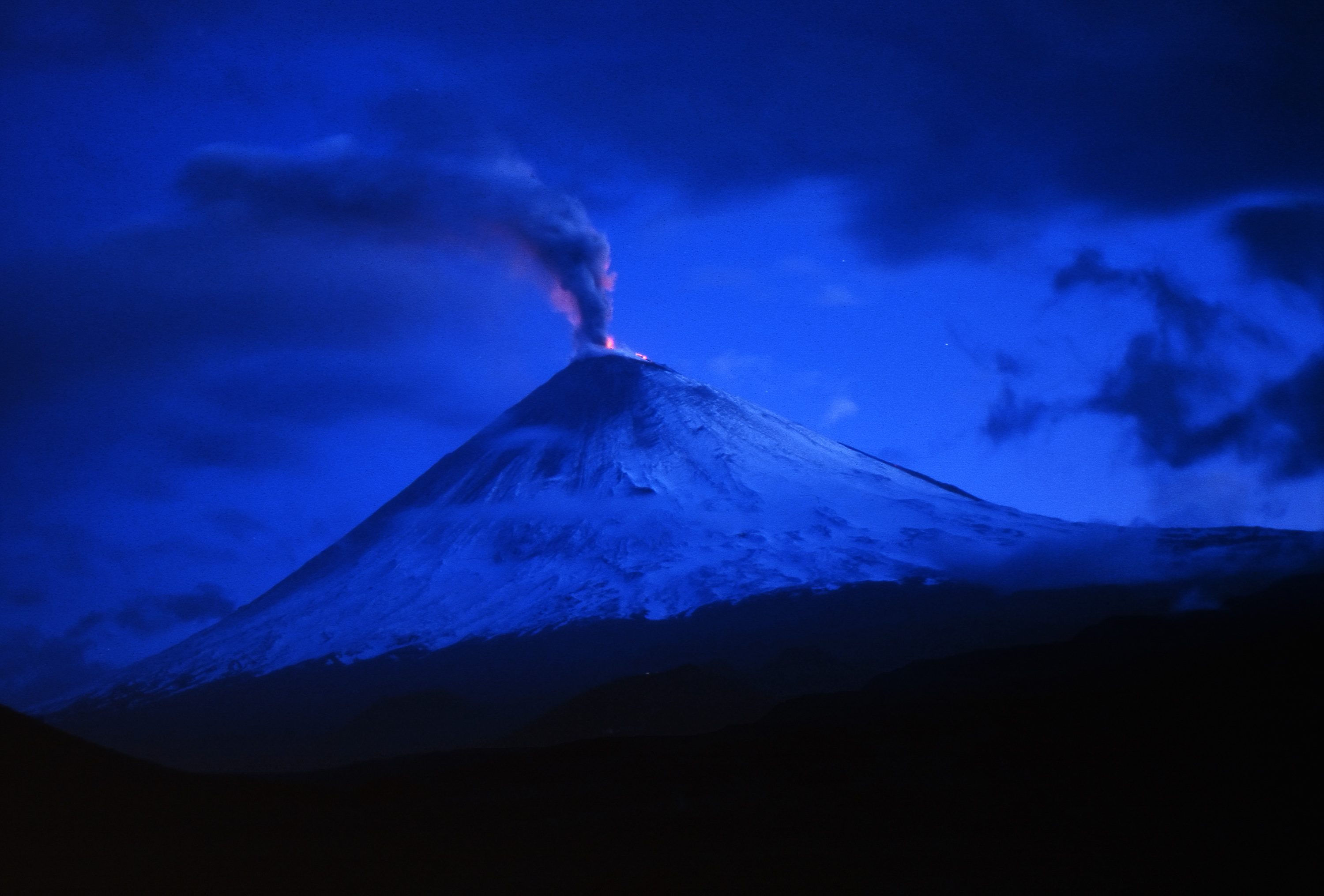